# RL-10
Il RL10 è un motore a razzo a propellente liquido usato sul Centaur, il S-IV e il DCSS. Costruito negli Stati Uniti da Aerojet Rocketdyne (inizialmente Pratt & Whitney Rocketdyne), questo motore brucia propellenti criogenici (idrogeno e ossigeno liquidi), produce da 64,7 a 110 kN di spinta nel vuoto, a seconda della versione considerata. Il RL10 è stato il primo motore a razzo a idrogeno liquido ad essere costruito negli Stati Uniti, il cui sviluppo venne seguito dal Marshall Space Flight Center e da Pratt & Whitney, iniziando negli anni cinquanta, ed eseguendo il primo volo nel 1961. Volarono diverse versioni del motore, tra cui 2, il RL10A-4-2 e il RL10B-2, sono ancora in uso sull'Atlas V e il Delta IV.
Il motore produce un impulso specifico nel vuoto da 374 a 470 s (3,66–4,61 km/s) ed ha una massa tra 131 e 317 kg. 6 motori RL10A-3 sono stati usati nel secondo stadio S-IV del Saturn I, e uno o due RL10 sono usati nello stadio superiore Centaur dell'Atlas e del Titan, mentre un RL10B-2 è usato nello stadio superiore del Delta IV.

## Storia
Il RL10 è stato inizialmente testato a terra nel 1959, al Pratt & Whitney Florida Research and Development Center a West Palm Beach, in Florida. Eseguì il suo primo volo nel 1962 in un test suborbitale senza successo; il primo volo con successo ebbe luogo il 27 novembre 1963. Per quel lancio, 2 RL10A-3 alimentarono lo stadio superiore Centaur di un veicolo di lancio Atlas. Il lancio venne usato per condurre un test sulla strumentazione e sull'integrità strutturale del veicolo. Il RL10 venne disegnato per l'USAF come un motore a spinta variabile per trasportare sulla Luna il lander Lunex; questa caratteristica verrà 20 anni dopo sul DC-X.

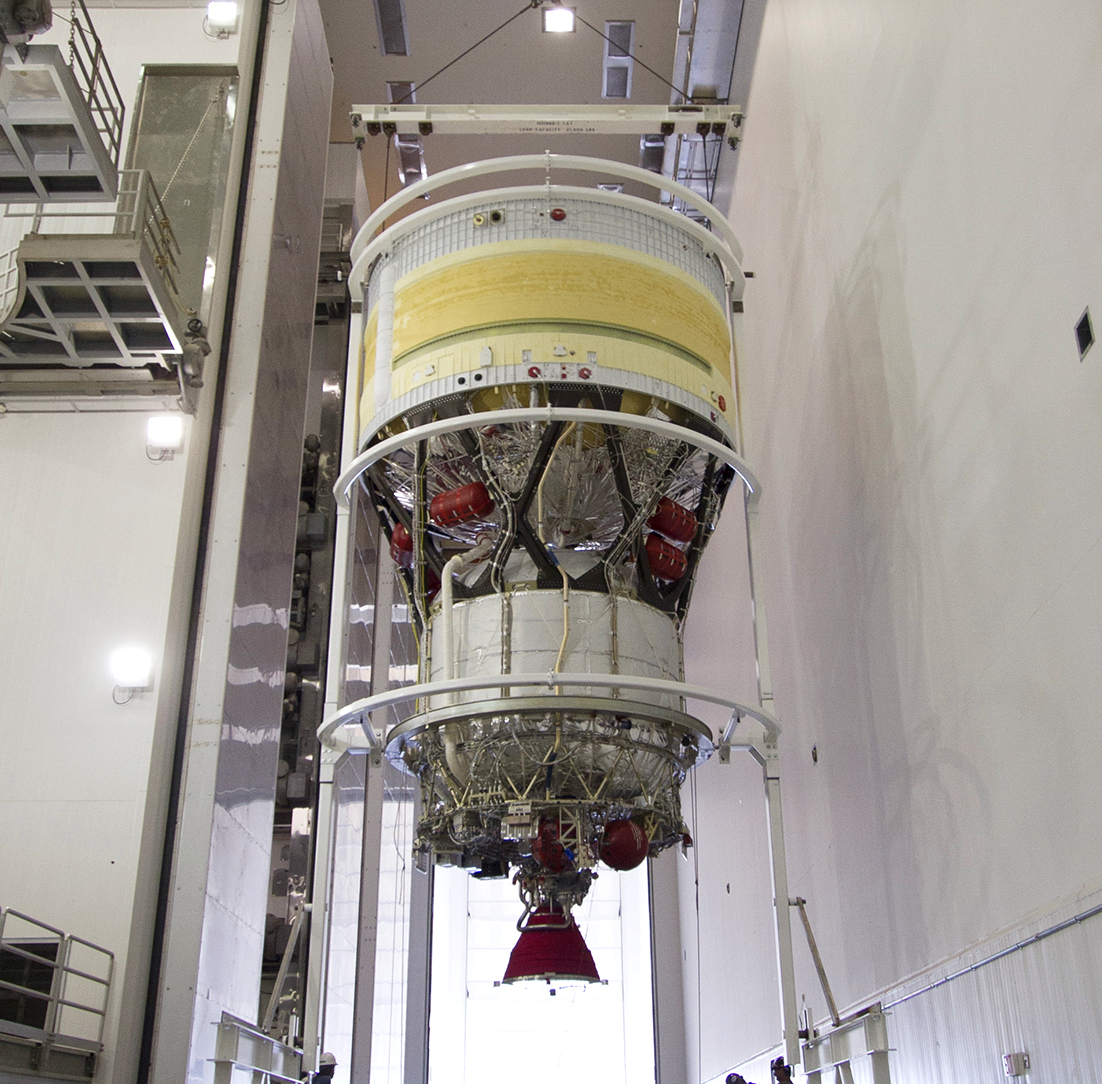
Lo stadio DCSS di un Delta IV Heavy

### Miglioramenti
Il RL10 è stato aggiornato negli anni. Un modello attuale, il RL10B-2, alimenta il secondo stadio del Delta IV. È stato significativamente modificato rispetto all'originale RL10 per migliorare le prestazioni. Alcune tra le migliorie includono un ugello espandibile e giunti cardanici elettromeccanici per ridurre il peso e aumentare l'affidabilità. L'impulso specifico attuale è di 464 secondi (4,55 km/s).
Un difetto nella saldatura di una camera di combustione di un RL10B-2 venne identificato come la causa del fallimento del lancio di un Delta III che il 4 maggio 1999 stava trasportando il satellite per telecomunicazioni Orion-3.

## Applicazioni del RL10
4 motori RL10A-5 modificati, tutti capaci di variare la loro spinta, vennero usati nel McDonnell Douglas DC-X.
La proposta DIRECT v3.0 per rimpiazzare la famiglia di veicoli di lancio Ares con uno stadio centrale in comune, raccomandava il RL10 per il secondo stadio dei loro veicoli J-246 e J-247. Fino a 7 motori sarebbero stati usati sul proposto Jupiter Upper Stage, servendo come un equivalente Earth Departure Stage.

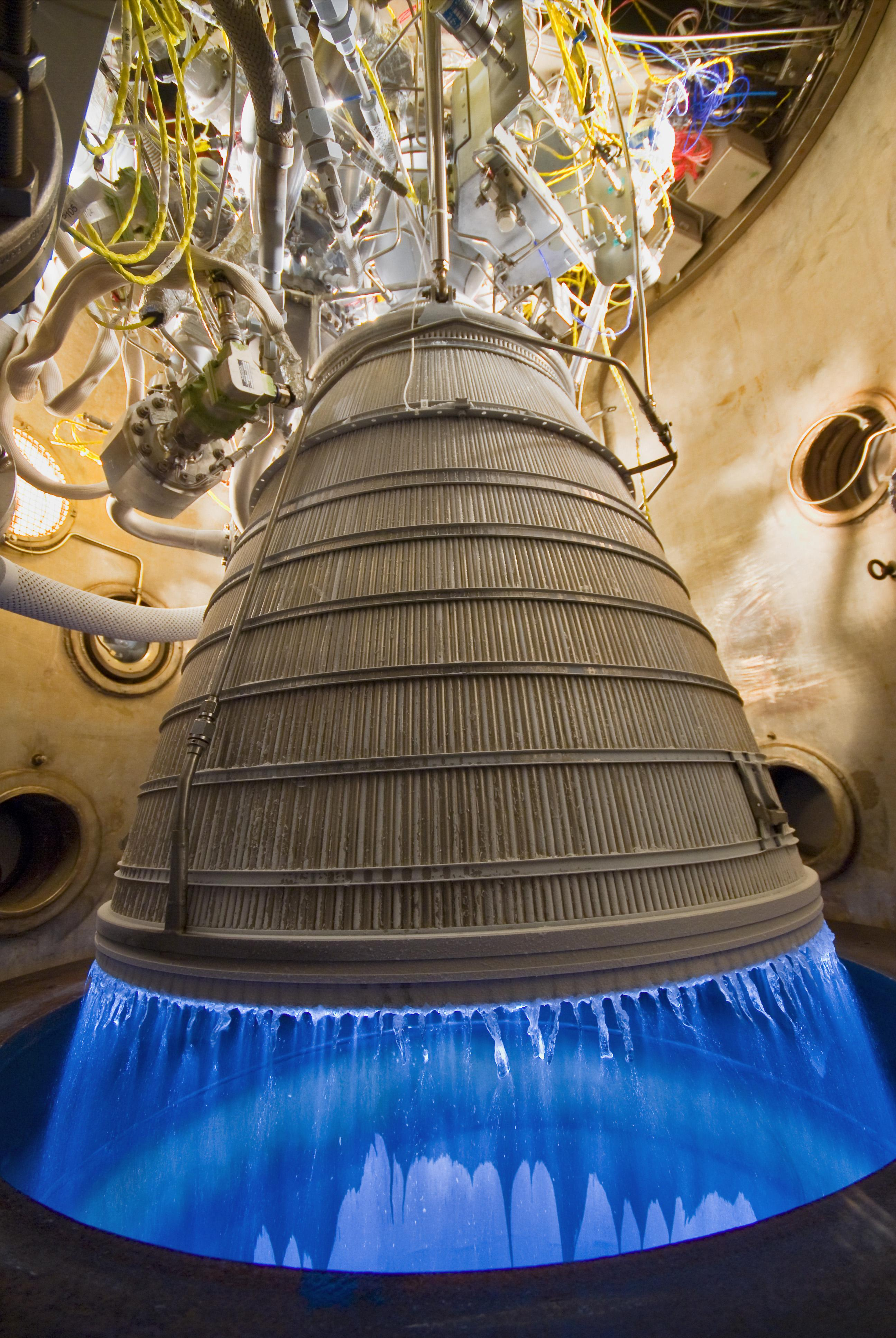
Il dimostratore CECE a spinta parziale

### Potenziali impieghi del RL10

#### Common Extensible Cryogenic Engine
Il Common Extensible Cryogenic Engine (CECE) è un banco di test per sviluppare motori RL10 capaci di variare correttamente la loro spinta. La NASA ha firmato un accordo con Pratt & Whitney Rocketdyne per sviluppare il dimostratore CECE. Nel 2007 la sua operatività (con un po' di "tosse") venne dimostrata in ratio di 11-1. Nel 2009 la NASA ha riportato che il motore aveva variato la propria spinta dall'8% al 104% con successo, un record per un motore del suo tipo. La tosse era stata eliminata dall'iniettore e il sistema di alimentazione del propellente controllò la pressione, la temperatura e la fluidità dello stesso.

#### Advanced Common Evolved Stage
Al 2009, una versione avanzata del RL10 era stata proposta per alimentare lo stadio Advanced Common Evolved Stage (ACES), un'estensione a lunga durata del Centaur e del DCSS. L'ACES è esplicitamente disegnato per supportare missioni geosincrone, cislunari e interplanetarie e provvedere a depositi in LEO o L2 di propellente che potrebbero essere usati come stazioni spaziali per rifornire altri razzi nel loro viaggio oltre l'orbita terrestre bassa o missioni interplanetarie. Missioni addizionali potrebbero includere alta energia per eseguire pulizia di detriti spaziali.

#### Studio sulla propulsione NextGen
La NASA è in partnership con l'USAF per studiare la propulsione superiore di prossima generazione, formalizzando gli interessi comuni a più agenzie per creare un nuovo motore per rimpiazzare l'Aerojet Rocketdyne RL10.
"Sappiamo il listino dei prezzi su un RL10. Se guardassi al costo su lunga durata, gran parte dei costi per unità degli EELV è attribuibile ai sistemi di propulsione, e un RL10 è un motore veramente vecchio, e c'è un sacco di lavoro associato alla sua costruzione", dice Dale Thomas, direttore associato dei problemi tecnici al NASA MSFC. "Ciò che questo studio vuole capire, è quanto rischioso può essere la costruzione di un rimpiazzo per il RL10?"
L'USAF spera di sostituire i motori RL10 usati sullo stadio superiore dell'Atlas V e del Delta IV, conosciuti come veicoli di lancio non riutilizzabili evoluti (EELV) che costituiscono la modalità primaria di lancio di satelliti per gli Stati Uniti. Mentre la NASA frequentemente usa gli EELV per lanciare grandi carichi scientifici, l'amministrazione di questo canale è largamente basata su altri canali.

#### Exploration Upper Stage
Nell'aprile 2016 la NASA annunciò che aveva scelto di usare un design basato su 4 motori RL10 per l'Exploration Upper Stage usato nella missione EM-2 con equipaggio sullo Space Launch System.

## Specifiche

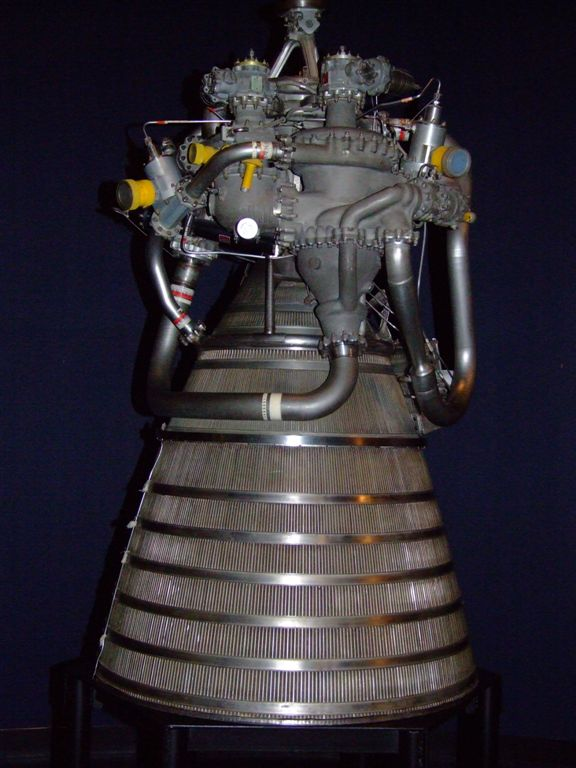
Un motore RL10 in mostra

| Versione  | Status        | Primo volo | Massa a secco | Spinta                                | Impulso specifico nel vuoto | Lunghezza | Diametro | Rapporto spinta peso | Rapporto ossidante/propellente | Ratio di espansione | Pressione della camera | Tempo di accensione |
| --------- | ------------- | ---------- | ------------- | ------------------------------------- | --------------------------- | --------- | -------- | -------------------- | ------------------------------ | ------------------- | ---------------------- | ------------------- |
| RL10A-1   | Ritirato      | 1962       | 131 kg        | 67 kN (15,000 lbf)                    | 425 s                       | 1,73 m    | 1,53 m   | 52:1                 |                                | 40:1                |                        | 430 s               |
| RL10A-3   | Ritirato      | 1963       | 131 kg        | 65.6 kN (14,700 lbf)                  | 444 s                       | 2,49 m    | 1,53 m   | 51:1                 | 5:1                            | 57:1                | 32.75 bar (3,275 kPa)  | 470 s               |
| RL10A-4   | Ritirato      | 1992       | 168 kg        | 92.5 kN (20,800 lbf)                  | 449 s                       | 2,29 m    | 1,17 m   | 56:1                 | 5.5:1                          | 84:1                |                        | 392 s               |
| RL10A-4-1 | Ritirato      | 2000       | 167 kg        | 99.1 kN (22,300 lbf)                  | 451 s                       |           | 1,53 m   | 61:1                 |                                | 84:1                |                        | 740 s               |
| RL10A-4-2 | In produzione | 2002       | 167 kg        | 99.1 kN (22,300 lbf)                  | 451 s                       |           | 1,17 m   | 61:1                 |                                | 84:1                |                        | 740 s               |
| RL10A-5   | Ritirato      | 1993       | 143 kg        | 64.7 kN (14,500 lbf)                  | 373 s                       | 1,07 m    | 1,02 m   | 46:1                 | 6:1                            | 4:1                 |                        | 127 s               |
| RL10B-2   | In produzione | 1998       | 277 kg        | 110 kN (25,000 lbf)                   | 462 s                       | 4,14 m    | 2,13 m   | 40:1                 | 5.88:1                         | 280:1               | 44.12 bar (4,412 kPa)  | 700 s               |
| RL10B-X   | Cancellato    |            | 317 kg        | 93.4 kN (21,000 lbf)                  | 470 s                       |           | 1,53 m   | 30:1                 |                                | 250:1               |                        | 408 s               |
| CECE      | Dimostratore  |            | 160 kg        | 67 kN (15,000 lbf), throttle to 5–10% | 445 s                       | 1,53 m    |          |                      |                                |                     |                        |                     |
| RL10C-1   | In produzione | 2014       | 190 kg        | 101.8 kN (22,890 lbf)                 | 449,7 s                     | 2,22 m    | 1,44 m   | 57:1                 | 5.5:1                          | 130:1               |                        | 2000 s              |

## Motori in mostra
- New England Air Museum, Windsor Locks, Connecticut;[29]
- Museum of Science and Industry, Chicago, Illinois;[30]
- U.S. Space & Rocket Center, Huntsville, Alabama;[30]
- Southern University, Baton Rouge, Louisiana;[31]
- US Space Walk of Fame, Titusville, Florida;[32]
- Aerospace Engineering Department, Davis Hall all'Università di Auburn.